# Парламентські вибори в Білорусі 2008
28 вересня 2008 року в Білорусі відбулися вибори в нижню палату парламенту. ЦВК повідомила, що на виборах в Білорусі проголосували 75,3 % виборців.
Серед новообраних депутатів депутати чинного парламенту Олег Величко, Анатолій Ванькович, Євгеній Казимирчик, Володимир Зданович, Сергій Семашко, Володимир Адашкевич, Олександр Шевко, Володимир Кужанов, Михайло Русий, Раїса Тиханськая, Валентина Ковальова, Сергій Маськевич, Михайло Орда, Тетяна Голубева, Володимир Гуминський, Тетяна Осмоловськая, Олег Сакадинець, Олександр Юшкевич, Галина Юргельович, Ігор Карпенко, Роман Короб, Геннадій Давидько, Анатолій Павлович та інші. Вибрано багато представників місцевої вертикалі влади: голова Вітебського облвиконкому Володимир Андрейченко, його заступник Петро Южик, замглави адміністрації президента Олександр Попков, зампред Могильовського облвиконкому Анатолій Глаз, голова Шкловського райвиконкому Валерій Іванов та інші.
Близько 70 представників об'єднаної опозиції брали участь у виборах, ніхто з них не пройшов до парламенту. Так, лідер Об'єднаної громадянської партії Анатолій Лебедько набрав 9,7 % голосів виборців, представник БСДПГ Ігор Ринкевич 15 %, лідер Партії комуністів Сергій Калякін — 15,6 %, Ольга Козуліна — 8,6 %, Олександр Михальович — 14 %, Людмила Грязнова — 10,6 %, депутат парламенту Ольга Абрамова, яку називають представником конструктивної опозиції, набрала 24 %.
До виборів була прикута пильна увага, оскільки вони можуть стати одним з ключових моментів в нормалізації відносин Білорусі з Євросоюзом. Починаючи з 1996 року ЄС і США не визнали результатів жодної виборчої кампанії, звинувачуючи білоруську владу в зловживаннях і фальсифікаціях. Претензії західних країн до білоруських виборів послужили причиною введення різних санкцій.
Перед виборами до парламенту 2008 року Президент Білорусі Олександр Лукашенко неодноразово заявляв про зацікавленість білоруських властей у визнанні цих виборів західними країнами. За ходом голосування спостерігали 21 426 національних і 925 міжнародних спостерігачів. Більша частину міжнародних спостерігачів складають місії від СНД (402 чол.) і ОБСЄ (465 чол.).
Міжнародні спостерігачі від парламентських зборів Союзу Білорусі і Росії не виявили порушень в ході голосування на виборах депутатів білоруського парламенту.
За оцінками спостерігачів ОБСЄ вибори не відповідали міжнародним стандартам, але в порівнянні з попередніми виборами спостерігаються невеликі поліпшення.
| Партія                                                  | Кількість депутатів | Кількість депутатів         |  |
| Партія                                                  | Висунула кандидатів | Кількість обраних депутатів |  |
| ------------------------------------------------------- | ------------------- | --------------------------- |  |
| Ліберально-демократична партія                          | 7                   | 0                           |  |
| Об'єднана громадянська партія                           | 13                  | 0                           |  |
| Білоруська народний фронт                               | 4                   | 0                           |  |
| Комуністична партія Білорусі                            | 15                  | 6                           |  |
| Білоруська партія лівих «Справедливий світ»             | 9                   | 0                           |  |
| Білоруська соціал-демократична партія (Громада)         | 5                   | 0                           |  |
| Республіканська партія праці і справедливості           | 4                   | 0                           |  |
| Білоруська патріотична партія                           | 0                   | 0                           |  |
| Білоруська партія «Зелені»                              | 0                   | 0                           |  |
| Консервативно-Християнська Партія - БНФ                 | 0                   | 0                           |  |
| Партія «Білоруська соціал-демократична Громада»         | 0                   | 0                           |  |
| Соціал-демократична партія Народної Згоди               | 0                   | 0                           |  |
| Республіканська партія                                  | 1                   | 0                           |  |
| Білоруська аграрна партія                               | 1                   | 1                           |  |
| Білоруська соціально-спортивна партія                   | 0                   | 0                           |  |
| Партія свободи і прогресу                               | 0                   | 0                           |  |
| Партія Білоруська християнська демократія               | 0                   | 0                           |  |
| Білоруська партія робітників                            | 0                   | 0                           |  |
| Білоруська соціал-демократична партія (Народна Громада) | 0                   | 0                           |  |